# Hương bồ lá hẹp
Hương bồ lá hẹp hay còn gọi cỏ nến lá hẹp, bồn bồn, thủy hương, bồ hoàng (danh pháp: Typha angustifolia) là một loài thực vật có hoa trong họ Hương bồ Typhaceae. Loài này được L. mô tả khoa học đầu tiên năm 1753.

## Phân bố
Cây mọc ở ruộng, đầm lầy, ven sông rạch, các vùng ngập nước nước ngọt, còn gặp trên bùn có nước lợ, có khi tạo thành đám ruộng trải dài khu vực vùng ôn đới và nhiệt đới.

## Hình ảnh

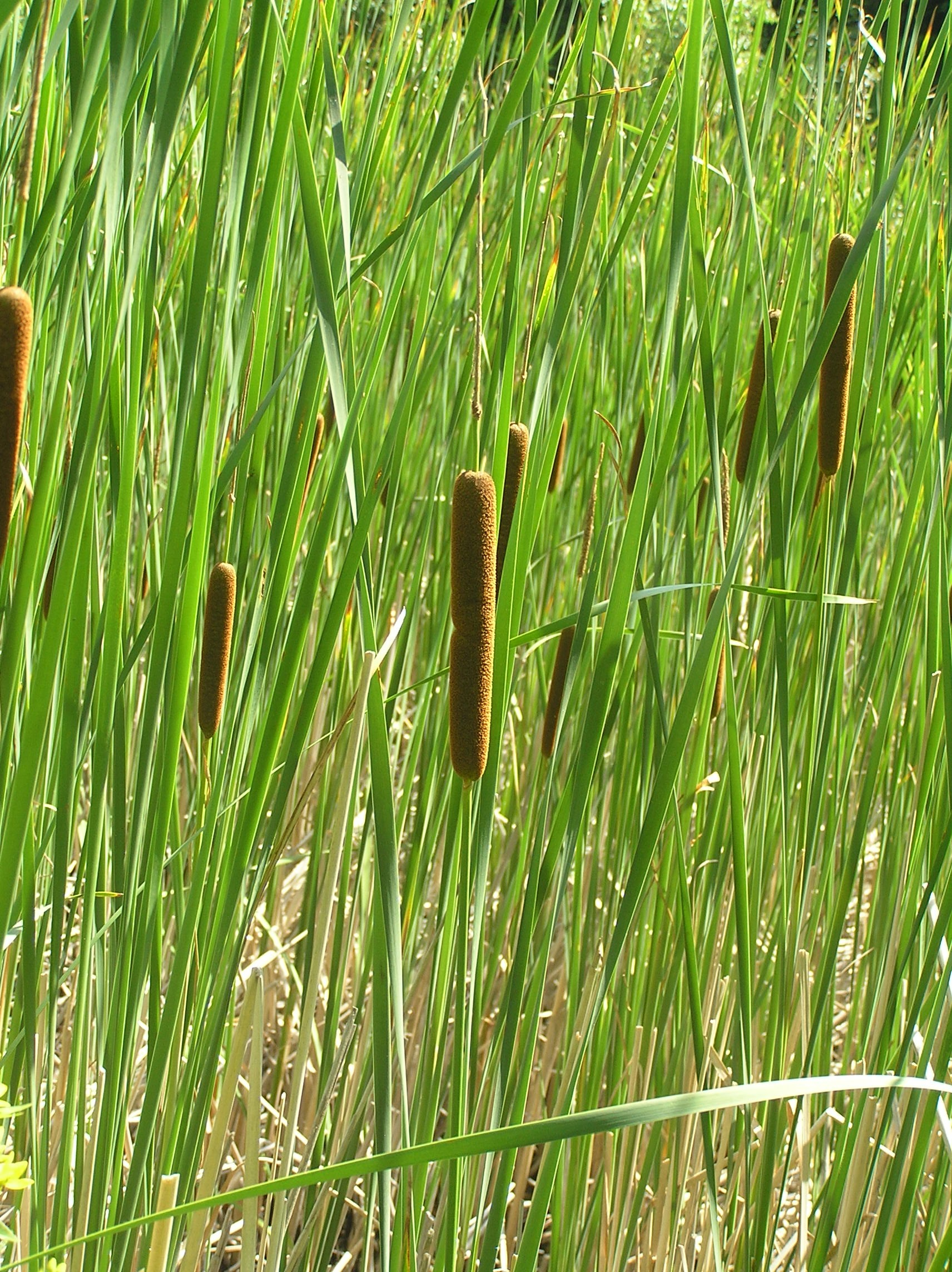
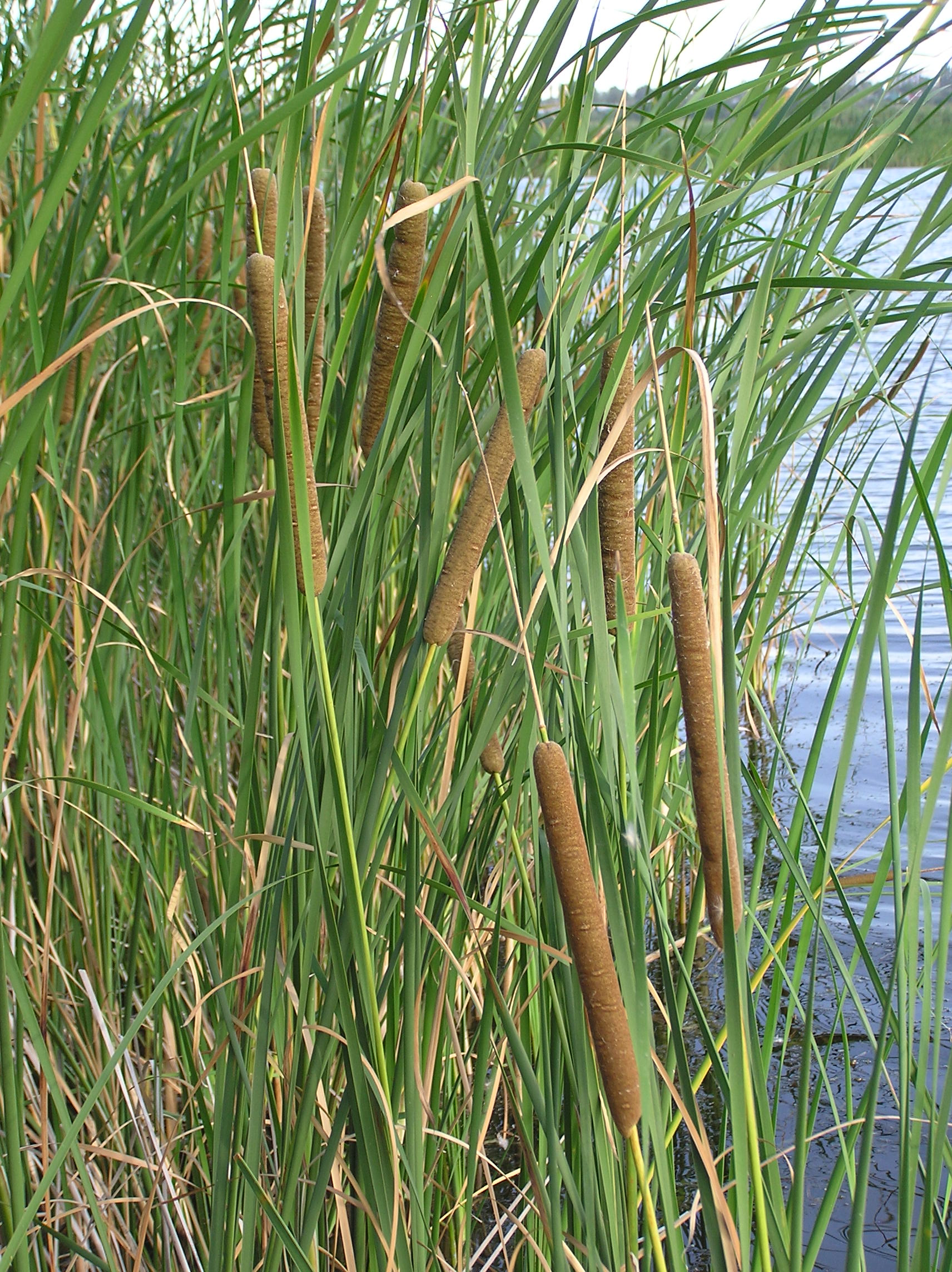
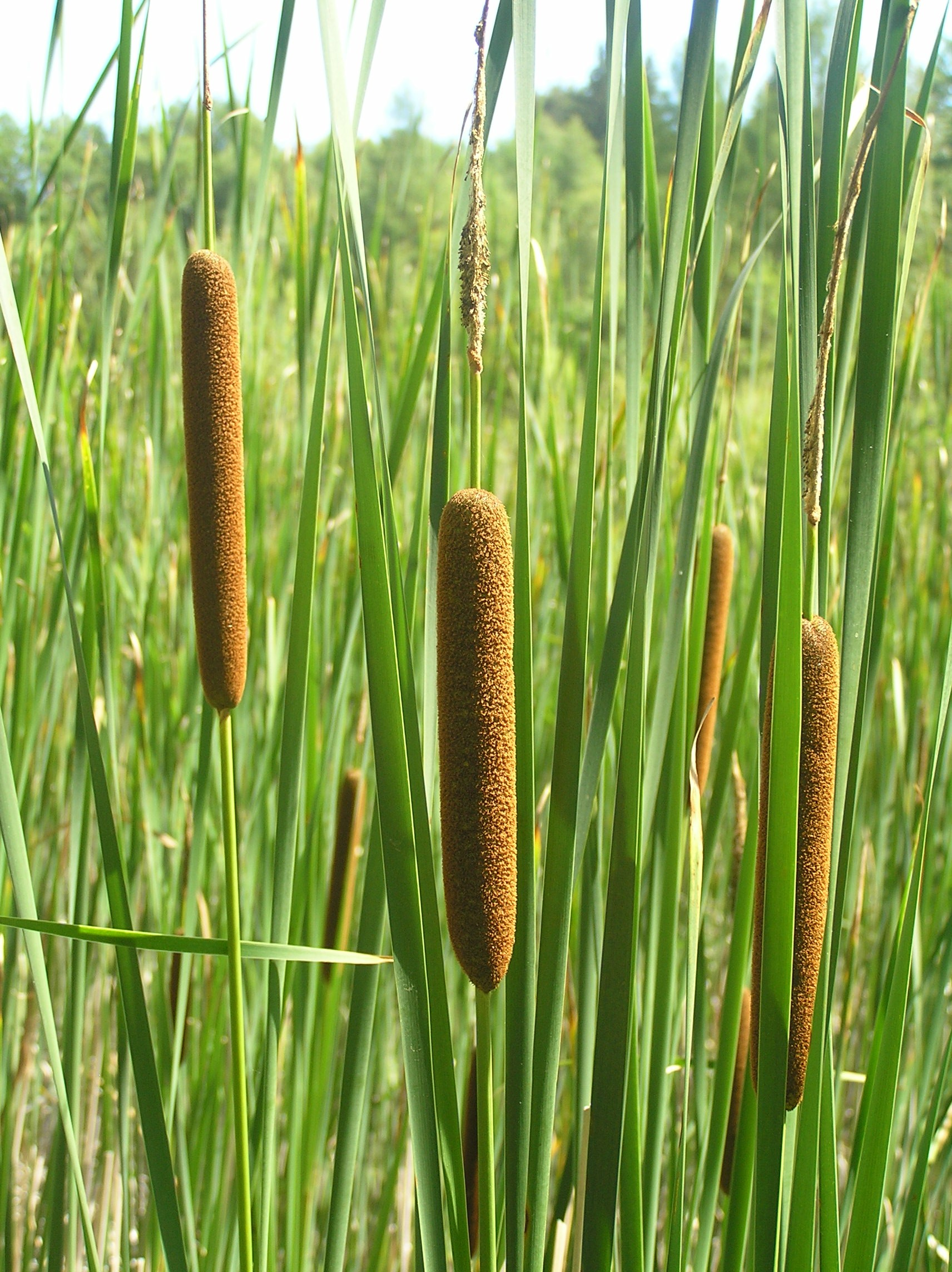
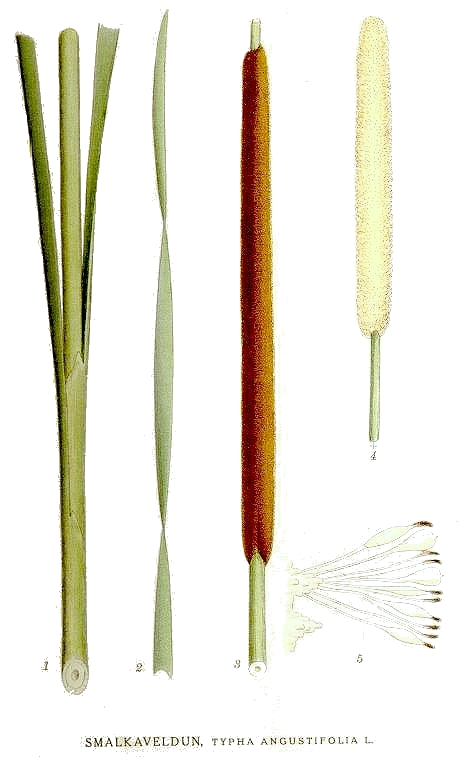

## Đặc điểm
Cây mọc ở đầm lầy, sống nhiều năm, có thân rễ bò, thân đứng cao 1–2 m. Lá dài 30–60 cm, phẳng, hẹp, rộng 4-10mm, cứng, gốc có bẹ, mọc đối xứng hai bên ôm thân. Hoa cái có lông mảnh trên trụ nhụy dài, có hoa lép, màu vàng nhạt mọc bên trên. Hoa đực có phiến hoa như sợi, thường có 3 nhị, đầu hoa đực hình trụ có màu nâu. Quả bế nhỏ, dài.
Cây thường ra hoa vào tháng 3-7.

## Sử dụng
Xem bài chi tiết: Chi Hương bồ